# Odostomia dotella
Odostomia dotella är en snäckart som först beskrevs av Dall och Bartsch 1909.  Odostomia dotella ingår i släktet Odostomia och familjen Pyramidellidae. Inga underarter finns listade i Catalogue of Life.